# FK Gvarek Zabže
Fudbalski klub Gvarek Zabže (пољ. Szkolny Klub Sportowy Gwarek Zabrze) je poljski fudbalski klub iz Zabža. Klub je trostruki juniorski šampion u Poljskoj, 2002, 2003 i 2006. Osnovan je 12. juna 1974. godine. Pored razvoja juniorskih timova, klub je imao i senior tim koji je igrao sezonu 2007/2008 Distrikt lige (Liga Okregova).

## Bivši igrači
- Tomaš Civka
- Adam Danh
- David Jarka
- Kamil Kosovski
- Marcin Kuzba
- Lukaš Pišček
- Pšemislav Tritko

## Spoljašnje veze
- Zvanični veb-sajt (arhiva) (језик: пољски)